# Señor de los Milagros (Tambogrande)
Señor de los Milagros es un caserío peruano ubicado en el distrito de Tambogrande, perteneciente a la provincia y departamento de Piura, al norte del Perú. 

## Ubicación
Señor de los Milagros se ubica al norte de la provincia de Piura, en el distrito de Tambogrande, en el departamento de Piura.

## Demografía
En 2017 Señor de los Milagros tenía una población de 207 habitantes.